# Meyers Memo
Meyers Memo ist ein einbändiges Lexikon aus Meyers Lexikonverlag Mannheim/Wien/Zürich, das 1991 in Mannheim erschien und auf den Erfahrungen in der Erarbeitung von Enzyklopädien des Bibliographischen Institutes & F. A. Brockhaus beruht. Das Werk ist eine deutsche Übersetzung des 1989 erschienenen französischen Mémo Larousse aus dem auf Lexika und Wörterbücher spezialisierten französischen Verlag Éditions Larousse. Dabei wurden speziell auf den französischen Leser zugeschnittene Texte durch geeignetere Texte für den deutschen Leser ersetzt. Als seitengleiche Sonderausgabe erschien Meyers Memo im selben Jahr mit anderem Umschlag unter dem Titel Das große Buch des Allgemeinwissens auch im Verlag Das Beste GmbH, Stuttgart.

## Thematische Aufschlüsselung
Im Gegensatz zu herkömmlichen, alphabetisch geordneten Lexika bereitet dieses als Themenlexikon konzipierte Nachschlagewerk den enzyklopädischen Stoff in einem allgemeingültigen Kanon von neunzehn Wissensgebieten und thematischen Sachzusammenhängen auf, die ihrerseits wieder in weitere Kategorien untergliedert sind. Der Band umfasst 1279 Seiten, ist durchgehend mit 4000 Illustrationen versehen und enthält 300 Karten. Neben dem thematischen Zugang gestattet ein 47-seitiges Personen- und Sachregister auch einen alphabetischen Zugriff zu den Inhalten der Wissensgebiete und Themenfelder. Das Kompaktlexikon nimmt dabei in gedruckter Form in Einstieg, Aufbereitung und Präsentation von Bild-Text-Zusammenhängen die Entwicklung und den Aufbau von themenbezogenen Internetportalen vorweg.

## Übersicht
Jedem Wissensgebiet (01–19) steht eine Kurzeinführung sowie ein ausführliches Inhaltsverzeichnis voran, das die Zusammenhänge in einzelne Sachgebiete aufschlüsselt. Die Wissensgebiete gliedern sich grob in:
- 01 – Universum und Erde:  Materie | Instrumente und Anlagen | Sonnensystem | Galaxis und Sterne | Extragalaktisches Universum | Astronomische Beobachtungen | Kartographische Projektionen | Struktur und Geschichte der Erde | Gesteine und Minerale | Geophysik | Geochemie | Plattentektonik | Vulkane und Erdbeben | Vulkangebiete und Erdbebenzonen | Relief und Erosion | Naturdenkmäler | Ozeane | Meeresströmungen und Gletscher | Ströme, Flüsse, Seen | Atmosphäre | Klimate | Böden | Vegetation | Wolken | Ursprung des Lebens auf der Erde | Leben im Präkambrium und Kambrium | Leben im Mesozoikum | Leben im Tertiär | Mensch | Leben im Quartär
- 02 – Fauna und Flora:  Tierwelt | Hund | Katze | Pferd | Tiere auf dem Bauernhof | Hausnagetiere | Aquarienfische | Käfig- und Volierenvögel | Tiere der Welt | Gefährliche Tiere | Außergewöhnliche Tiere | Tiere in Zahlen | Tierschutz | Pflanzenwelt | Anatomie der Pflanzen | Pflanzen und ihre Lebensräume | Nutzpflanzen
- 03 – Kalender:   Grundlagen des Kalenders | Alte Kalender | Kalender der Neuzeit | Immerwährender Kalender | Traditionelle Kalender | Andere Kalender
- 04 – Weltgeschichte:  Chronologie der Weltgeschichte | Dynastien, Herrscher, Staatsoberhäupter
- 05 – Religionen und Mythen:  Altes Ägypten | Mesopotamien | Antikes Griechenland | Das alte Persien | Antikes Rom | Germanen, Kelten und Gallier | Die präkolumbischen Religionen | Judentum | Christentum | Katholische Kirche | Orientalische und orthodoxe Kirchen | Reformationskirchen | Islam | Afrikanische Religionen | Fernöstliche Religionen | Hinduismus | Buddhismus | Religionen Chinas | Religionen Japans | Jüngste Entwicklungen
- 06 – Völker und Sprachen der Erde:  Völkerkunde | Völker | Schriften und Alphabete
- 07 – Länder der Erde:  Europa | Nordafrika | Ostafrika | Sahelzone | Westafrika | Zentral- und Ostafrika | Südliches Afrika | Arabische Halbinsel | Mittlerer Osten | Vorderindien | Südostasien | Ferner Osten | Ozeanien und Malaiische Inselwelt | Nordamerika | Mittelamerika | Antillen | Südamerika
- 08 – Weltwirtschaft:  Demografie | Weltbevölkerung | Entwicklung der Weltbevölkerung | Altersstruktur | Verstädterung | Große Ballungsräume | Wanderungen | Wirtschaftliche Entwicklung | Wende der 1970er Jahre | Makroökonomie | Produktion | Verteilung | Privatverbrauch | Sparen und Investition | Bank und Geld | Börse | Funktion des Staates in der Wirtschaft | Welthandel | Währungspolitische Beziehungen | Ländergruppen | Industrieländer | Sozialistische Wirtschaft | Dritte Welt | Wirtschaftskrise | Multinationale Unternehmen | Supranationalität | Neue Weltordnung | Landwirtschaftliche Produktion | Energieerzeugung | Eisen, Stahl, Aluminium | Bergbau | Textilproduktion | Andere Grunderzeugnisse | Weiterverarbeitende Industrie | Verkehr | Tourismus | Ernährung, Gesundheit | Erziehung, Bildung | Ausstattungsgrad
- 09 – Internationale Organisationen:   UNO | Andere weltweite Organisationen | Europäische Gemeinschaft | Andere europäische Organisationen | Weitere regionale Organisationen | Privatorganisationen
- 10 – Meisterwerke:  Archäologie | Vorgeschichte | Geschichte der Bildenden Kunst | Meisterwerke der Literatur | Meisterwerke der Musik | Meisterwerke des Tanzes | Meisterwerke des Films | Werke der Humanwissenschaften | Geschichtswerke
- 11 – Entdeckungen und Erfindungen:   Wichtige Erfindungen| Vorgeschichte bis Gegenwart | Nobelpreise | Fields-Medaillen
- 12 – Kommunikation und Medien:   Chronologie der Presse | Allgemeine Nachrichtenpresse | Journalisten | Nachrichtenmagazine, Zeitungen | Medienwirtschaft | Chronologie: Radio, Fernsehen | Audiovisuelle Medienlandschaft | Programmproduktion, Programmkonsum | Fernsehen und Gesellschaft | Übertragung durch Satelliten | Kabelfernsehen | Werbung
- 13 – Körper und Gesundheit:   Wichtigste Körperfunktionen | Gehirn | Körperbau | Biorhythmus | Fortpflanzung | Schwangerschaft | Wachstum (Biologie) | Altern | Gesundheit in der Welt | Gesundheit und Umwelt | Hygiene | Ernährungswissenschaft | Ernährung | Sport und Leistungsfähigkeit | Schönheit und Gesundheit | Vorbeugung und Früherkennung von Krankheiten | Reisen | Medizinische Behandlung | Sofortmaßnahmen | Ratgeber Krankheit | Alternative Heilverfahren | Medizin der Zukunft | Therapie, Arzneimittel, Medizinische Untersuchungen
- 14 – Nahrungsmittel:  Getreide und seine Verarbeitung | Brot und Feinbäckerei | Speiseöle, Speisefette | Kartoffeln | Tropische Nahrungspflanzen | Milch, Milchprodukte | Käse | Fleischviehzucht | Schlachtfleisch | Schweinefleisch, Wurstwaren | Erzeugnisse der Geflügelzucht | Wild | Speisefisch | Meeresfrüchte | Gemüse | Früchte | Konservierungsverfahren | Speisesalz | Gewürze | Zucker | Süßwaren, Konfitüren, Honig | Schokolade | Tee | Kaffee | Wasser, Limonade, Cola | Fruchtsäfte, Fruchtsaftgetränke | Apfelwein | Bier | Wein | Weine der Welt | Alkohol | Ernährung in der Zukunft
- 15 – Sportarten:  Olympische Spiele | Leichtathletik | Einzelsport | Partnersport | Mannschaftssport | Wassersport | Wintersport | Reitsport | Motorsport | Radsport | Fallschirmspringen | Drachenfliegen, Segelflug | Bergsteigen
- 16 – Stile, Kleidermoden, Uniformen:   Stile vom Mittelalter bis in die 1980er Jahre (Mobiliar, Accessoires) | Kleidung (Antike) | Kleidung (Europa) | Uniformen von der Antike bis 1945 | Uniformen (NATO, Warschauer Pakt)
- 17 – Gesellschaftsspiele:  Strategie- und Denkspiele | Kartenspiele | Kasinospiele | Würfelspiele | Andere Spiele
- 18 – Formeln und Fakten:   Gesetzliche Einheiten | Chemie | Maßeinheit (Physik) | Einheit (Mathematik) | Wirtschaft
- 19 – Zeichen und Symbole:   Internationales phonetisches Alphabet | Besondere Alphabete und Sprachen | Codes für Militär und Wirtschaft | Verkehrszeichen | Heraldik | Codes aus dem Handel, Formate | Abkürzungen